# La ciudad perdida (película de 1955)
La ciudad perdida es una coproducción cinematográfica hispano-italiana de 1955. Se trata de un drama con elementos de cine negro, dirigido por Margarita Alexandre y Rafael M. Torrecilla, y protagonizado por Fausto Tozzi y Cosetta Greco. 
Su título italiano es Terroristi a Madrid (Terroristas en Madrid), pero esta es en realidad otra versión de la película, pues se rodó en versión muda, y el montaje y el doblaje se realizaron de forma independiente en cada uno de los dos países, de forma que la versión italiana no sufrió la acción de la censura franquista, que en la versión española llevó a desfigurar la película, cambiando diálogos y eliminando y alterando escenas.
Es la única película española de cine negro de la época dirigida por una mujer.

## Argumento
Rafael es un exiliado republicano de la Guerra Civil que viene a Madrid, donde nació, para llevar a cabo una acción contra el régimen franquista. A las puertas de Madrid su grupo es descubierto y él tiene que huir solo a la ciudad. No encuentra modo de escapar y termina secuestrando a una mujer de clase adinerada para lograr su objetivo.

## Reparto
| Intérprete            | Personaje           | Acreditados en... | Acreditados en... |
| Cosetta Greco         | María               | Versión española  | Versión italiana  |
| Fausto Tozzi          | Rafael              | Versión española  | Versión italiana  |
| María Dolores Pradera | Luisa               | Versión española  | Versión italiana  |
| Félix Dafauce         | Comisario           | Versión española  | Versión italiana  |
| Nani Fernández        | Sole                | Versión española  | Versión italiana  |
| Manolo Morán          | Eliseo, el criado   | Versión española  | Versión italiana  |
| Santiago Rivero       | El jefe del comando |                   | X                 |
| Alessandro Fersen     | Padre de Rafael     |                   | Versión italiana  |
| Emma Baron            | Madre de Rafael     |                   | X                 |
| Maruja Coral          | Cantante del tablao | X                 | Versión italiana  |
| Renato Chiantoni      |                     |                   | Versión italiana  |
| Jole Labbate          |                     |                   | Versión italiana  |

## Recepción
En su estado original, la película plasmaba claramente el desarraigo de los vencidos de la guerra civil convertidos en disidentes y por eso fue profundamente mutilada por la censura.
El resultado incoherente fue probablemente una de las causas de su mala acogida por parte del público.

## Diferencia entre versiones[1]
La duración de la versión italiana supera en diez minutos a la versión española al tener más escenas. 
Parte del equipo técnico es distinto: compositores, montadoras, etc. Los créditos iniciales y el cartel también son diferentes.
En la versión española la película empieza con el comando repostando combustible en una gasolinera. En la italiana, esta escena se eliminó y empieza con el coche yendo por la carretera de noche.
Las imágenes de archivo de la Guerra civil, a modo de flashback, fueron eliminadas en la versión española.
Las escenas de toreo, con entre otros el torero Manolete, evocadas como recuerdos de juventud de Rafael, fueron suprimidas "en la versión española porque el franquismo no quería que toda esa cultura de flamenco y toros se asociase con el Régimen republicano, sino con el franquismo".
En la versión italiana el bar donde acuden la pareja protagonista es un local decorado con tópicos flamencos y taurinos y con la cantante Maruja Coral de flamenca en un tablao cantando una canción en italiano (sic); en la versión española el bar es menos típico y no hay música ni cantante.
En la versión española se eliminó el tuteo entre los personajes protagonistas para evitar esa cercanía. También se modificaron aspectos para que el personaje del exiliado republicano no pareciera simpático o agradable: frases, música durante la persecución por el parque, etc. Respecto al enamoramiento, en la versión española quedó muy diluido y menos explícito que en la versión italiana. De hecho, el beso de la versión italiana fue eliminado en la española.
En la versión italiana la madre de Rafael no aparece, sólo se escucha su voz lamentándose.
En la versión española hay alguna frase de diálogo del personaje afeminado de Manolo Morán que remarca esa falta de masculinidad.
El final es levemente diferente por el montaje y el doblaje en las dos versiones, dando sentidos algo distintos a las frases y actos finales de los protagonistas.

## Localizaciones
Se rodó íntegramente en Madrid, con localizaciones muy variadas, como el paseo de la Florida, la calle de Alcalá, la plaza del Cordón y la desaparecida estación ferroviaria del Niño Jesús.